# مونتاین‌هوم (پنسیلوانیا)
مونتاین‌هوم (به انگلیسی: Mountainhome) یک منطقهٔ مسکونی در ایالات متحده آمریکا است که در پنسیلوانیا واقع شده‌است. مونتاین‌هوم ۱٬۱۸۲ نفر جمعیت دارد.